# Lärm
Lärm (Duits for herrie) is sinds 1981 een Nederlandse straight-edge-hardcoreband. 
In het eerste jaar speelden zij onder de naam Total Chaoz. Het was vrij ongebruikelijk in de crust punk dat de leden van deze band straight edge waren. Lärm week daarmee sterk af vergeleken met andere bands in die tijd. Nadien startten leden van deze band Seein Red en de communistische straightedgeband Manliftingbanner en speelden een conventionelere hardcorepunkstijl.

## Bandleden
- Zang - Ronald
- Gitaar - Paul Van Den Berg
- Bas - Jos Houtveen
- Drums - Olav Van Den Berg

### Voormalige bandleden
- zang - Dorien ex-The Sextons (alleen op een vroege demo)
- zang - Menno
- Zang - Roy All Tensed Up (op album "Lärm as Fuck")

## Discografie
- 1984 - Campaign for Musical Destruction (split-lp met Stanx; Eenheidsfront Records)
- 1986 - End the Warzone Compilation 7" (One Step Ahead Records)
- 1986 - No One Can Be That Dumb 7" (eigen beheer)
- 1986 - Straight on View (One Step Ahead Records)
- 1987 - Nothing Is Hard in This World if You Dare to Scale the Heights 7" (Definite Choice)
- 1995 - Destroy Sexism 7" (Wicked Witch, demo-opnamen)
- 2004 - Lärm as Fuck / Humus split 7" (Wasted Youth Power Records, heruitgave door Seein Red met Roy All Tensed Up als zanger)
- 2010 - Lärm (Way Back When Records, heruitgave met oorspronkelijke zanger Menno)[4]
- 1997 - Extreme Noise (Coalition Records)